# Станкевич, Владимир Владимирович (актёр)
Владимир Владимирович Станкевич (род. 17 декабря 1965, Минск, БССР, СССР) — советский, белорусский и российский актёр, поэт, музыкальный продюсер, актёр озвучивания и дубляжа.

## Биография
Родился в семье белорусского писателя Владимира Ильича Дадиомова.
С 6 лет начал сниматься в кино. Широкую известность получил после роли Дениса Кораблёва в фильме «По секрету всему свету» (реж. И. Добролюбов), в котором снялся в 1976 году на киностудии «Беларусьфильм».
С 1972 по 1991 год снялся в 25 фильмах, сыграл главные роли, в том числе, и в таких фильмах, как «Мы хлопцы живучие», «Судьба барабанщика», «Петькина авантюра», «Рядом с комиссаром», «Алые погоны», «Сад», «Климко», «Слоны», «Призывники», «Кислородный голод». В 1975 году был основным кандидатом на роль Буратино в фильме «Приключения Буратино» (реж. Л. Нечаев), но утвердили на роль в итоге Дмитрия Иосифова.
По окончании школы поступил в Минский государственный педагогический институт иностранных языков (МГПИИЯ), специальность — немецкий и английский языки. По окончании первого курса, в 1984 году, был призван в ряды Вооружённых Сил СССР, служил в ВИА «Ровесник» войск ПВО КБВО (1984, 1985).
В 1986 году, окончив второй курс МГПИИЯ, поступил в Белорусский государственный театрально-художественный институт на театральный факультет (артист театра и кино, курс Зинаиды Броварской), который окончил в 1990 году.
С 1987 года выступал с сольными эстрадно-юмористическими программами, писал эстрадные миниатюры, пародии.
В 1989 году, будучи студентом театрального института, принял участие в последнем Всесоюзном конкурсе артистов эстрады, проходившем в Кисловодске. Дойдя до полуфинала, вошёл в число 12 лучших артистов разговорного жанра и был приглашен на работу в минский театр сатиры и юмора «Христофор».
По окончании института, принял предложение солиста и руководителя белорусского ансамбля «Сябры» Анатолия Ярмоленко и с июля 1990 года, в качестве конферансье, стал артистом ВИА. Работал в составе ансамбля «Сябры» до 2002 года, выступал в качестве конферансье и сольного артиста-вокалиста.
С 1992 по 1994 год вёл детскую музыкальную программу Белорусского телевидения «Телебом», программы на Белорусском радио, кулинарно-юмористическую рубрику в одной из белорусских газет.
В 1994 году — соавтор и ведущий телеигры «Сыграем со звездой» Белорусского телевидения. В 1994—1995 годых был продюсером шоу-центра «Вольный ветер», объединившего  перспективных молодых артистов Беларуси.
В 1994 году создал техно-евродэнс группу «Elegant Company», являлся её солистом и продюсером. Отличительной особенностью группы стало участие в ней чернокожего студента из Либерии Джимми Нельсона, который исполнял одну из песен на белорусском языке. В 1994—1997 годы было издано три альбома: «Игра», «Stop Time»Раз.
С 1995 года — продюсер музыкальной компании «EC Production»
В 1996 году вместо Джимми Нельсона в состав группы «Elegant Company» приглашена певица Анжелика Ютт. В 1998 году коллектив получил новое название — группа «Анжелика». С 1998 по 2001 год изданы альбомы «Планета любви», «Заколдованный рай» (видеоальбом), «Я люблю».
В 1998 году на конкурсе «Белорусский хит-парад-98» получил приз в номинации «Лучшие песни года»
В 2002 году Станкевич создал музыкальный лейбл «GlobalsounD Production»
С 2006 года стал продюсером певицы Анжелики Ютт (Angelika) и детского проекта Tory Yutt. Автор аранжировок для Анжелики Ютт «40-й симфонии» В. А. Моцарта и «Танца маленьких лебедей» П. И. Чайковского; исполнения Гимна России в стиле соул. В 2013—2014 годах — продюсер транс-чилл-проекта 13-летней певицы Nabi. С 2009 года совладелец, а с 2013 года единоличный владелец (под псевдонимом Karlheinz Steinmueller) музыкального лейбла «Millenium Opera» (Австрия).
В 2016 году стал владельцем лейбла «GlobalsounD Ru Music».
В 2019 году основал и стал солистом техно-рейв-проекта CoolRoots.
Режиссёр эстрадно-концертных шоу и музыкальных видеоклипов.
Поэт-песенник, член Российского авторского общества (РАО) и Профессионального союза писателей России. Автор текстов более чем 30 музыкальных композиций, звучащих как в его сольном исполнении, так и в исполнении Анжелииа Ютт, Натальи Сенчуковой, группы «Хамелеон».
С 1972 по 2013 год принял участие в озвучивании и дубляже более 40 кинофильмов. Неоднократно озвучивал роли и эпизоды на немецком языке.

## Фильмография

### Актёр
- 1972 — Вот и лето прошло… «Беларусьфильм», реж. Александр Игишев — Саввочка
- 1974 — Мы — хлопцы живучие. «Белорусское Телевидение», реж. Владимир Станкевич — Глышка, главная роль
- 1975 — Операция «Ансамбль». Белорусское телевидение, эпизод
- 1976 — У Синей бухты. «Белорусское Телевидение», реж. Владимир Станкевич — Костя
- 1976 — Судьба барабанщика. «Одесская киностудия», реж. Александр Игишев — Славка, главная роль
- 1976 — По секрету всему свету. «Беларусьфильм», реж. Игорь Добролюбов — Денис Кораблёв, главная роль
- 1977 — Три весёлые смены. «Беларусьфильм», реж. Валерий Поздняков — пионер
- 1978 — Рядом с комиссаром. «Беларусьфильм», реж. Александр Чекменёв — Федька, главная роль
- 1978 — Петькина авантюра. «Беларусьфильм», реж. З. Врублевская — Петя, главная роль
- 1980 — Алые погоны. К/с им. А. Довженко, реж. Олег Гойда — Семён Гербов
- 1981 — Деревенская история. «Ленфильм», реж. Виталий Каневский — Шубин, сын председателя
- 1984 — Сад. «Беларусьфильм», реж. Виталий Четвериков — Мыса, главная роль
- 1984 — Климко. К/с им. А. Довженко, реж. Николай Винграновский — Василь Кибкало, главная роль
- 1984 — Приключения Киловаттика. «Беларусьфильм» — Киловаттик, главная роль
- 1986 — Хотите — любите, хотите — нет. «Беларусьфильм», реж. Владимир Колос — эпизод
- 1987 — Призывники. «Белорусское Телевидение», реж. Юрий Хащеватский — Поэт, главная роль
- 1987 — Нонсенс. Белорусское телевидение
- 1988 — На железной дороге. «Беларусьфильм», реж. Виктор Дерюгин — Белобрысый
- 1988 — Наш бронепоезд. «Беларусьфильм», Михаил Пташук — посетитель ресторана
- 1989 — Его батальон. «Беларусьфильм», реж. Александр Карпов — связной, пулемётчик, эпизоды
- 1989 — Благородный разбойник Владимир Дубровский. «Беларусьфильм», реж. Вячеслав Никифоров — эпизод
- 1989 — Слоны. Одесская киностудия, реж. Владимир Феоктистов — Витька, главная роль
- 1990 — Война на западном направлении, К\с им. А. Довженко, реж. Тимофей Левчук, Григорий Кохан — эпизод
- 1990 — Плач перепелки, «Беларусьфильм», реж. Игорь Добролюбов — эпизод
- 1991 — Кислородный голод. (Kobza, Украина-Канада), реж. Андрей Дончик — Астапенко, главная роль

## Дискография
- Владимир Станкевич и Elegant Company — «Игра» 1994 г. (TON RECORDS, МК)
- Владимир Станкевич и Elegant Company — «Stop Time» 1996 г. (TON RECORDS, МК)
- Анжелика Ютт, Владимир Станкевич и Elegant Company — «МАРУСЯ — РАЗ!» 1997 г. (WEST Украина, МК)[28]
- группа Анжелика — «Планета любви» 1998 г. (TON RECORDS, МК)
- группа Анжелика — «Заколдованный рай» 1999 г. (TON RECORDS)
- группа Анжелика — «Я люблю» 2001 г. (TON RECORDS, МК \ CD)
- Angelika Yutt & Vladimir Stankevich — "EURODANCE IN TIME" 2019 г. (GlobalsounD Ru Music)
- «Stop Time (Beer Style Mix)» 2019 г. (GlobalsounD Ru Music)
- CollRoots — «Dance in the Snow (ft. J. Nelson)», 2019 г. (CoolRoots Music)
- Анжелика Ютт и Владимир Станкевич — «Над облаками (NEW VERSION 2020)», 2020 (Фейерверк74, GlobalsounD Ru Music)
- «Игра (тру-ля-ля)», 2020 г. (Фейерверк74)
- «Убегу», 2020 г. (Фейерверк74)
- «Ночь», 2020 г. (Фейерверк74)
- CollRoots — «Check Your Brain», 2020 г. (CoolRoots Music)
- CollRoots — «Universe», 2020 г. (CoolRoots Music)
- Angelika Yutt & Vladimir Stankevich — «GAME OVER (Eurodance 2020)», 2020

## Награды
- 1998 — «Белорусский хит-парад-98», 1-е место, номинация Лучшие песни года.[16]